# Lago Bützower
El lago Bützower (en alemán: Bützowersee) es un lago situado en el distrito de Rostock, en el estado de Mecklemburgo-Pomerania Occidental (Alemania), a una altitud de 0.3 metros; tiene un área de 98 hectáreas.
Su principal afluente es el río Warnow.